# يحيى أباد بالا
يحيی‌ أباد بالا هي قرية في مقاطعة كاشان، إيران. عدد سكان هذه القرية هو 22 في سنة 2006.